# Padre Paraíso
Padre Paraíso es un municipio brasileño del estado de Minas Gerais. Fundado en 1962, su población estimada en 2010 es de 19 mil habitantes, tiene una densidad demográfica de 31,28 hab/km² y su área de 545,7 km². 
Localizada en la región nordeste del estado de Minas Gerais, en medio del valle del río Jequitinhonha, a 930 metros de altitud, dista 560km de la capital del estado, Belo Horizonte.

## Clima
Tiene un clima tropical con temperaturas medias de 24 °C y la precipitación media ronda los 900 mm.
Bioma: Mata Atlántica.